# Kirima-Itune
Kirima-Itune är en krater i Kenya.   Den ligger i länet Meru, i den centrala delen av landet, 180 km nordost om huvudstaden Nairobi. Toppen på Kirima-Itune är 1 213 meter över havet, eller 88 meter över den omgivande terrängen. Bredden vid basen är 1,4 km.
Terrängen runt Kirima-Itune är varierad. Runt Kirima-Itune är det ganska tätbefolkat, med 96 invånare per kvadratkilometer. Närmaste större samhälle är Meru, 13,4 km väster om Kirima-Itune. Omgivningarna runt Kirima-Itune är huvudsakligen savann.